# Gare de Shenzhen
La gare de Shenzhen est une gare ferroviaire chinoise situé à Shenzhen. Elle est située juste au nord de Hong Kong.